# Ubuntu MATE
Ubuntu MATE es una distribución Linux, es uno de los "sabores" de Ubuntu. Está mantenida por la comunidad y usa el entorno de escritorio MATE, de ahí proviene su nombre.
El proyecto Ubuntu MATE fue fundado por Martin Wimpress y Alan Pope. Comenzó como un derivado no-oficial usando como base a Ubuntu 14.10 para su primer lanzamiento; el lanzamiento 14.04 LTS le siguió pronto. En febrero de 2015, Ubuntu MATE fue reconocido por Canonical Ltd. como «sabor oficial» en el lanzamiento de 15.04 Beta 1, la versión 14.04 LTS no es considerada distribución oficial.
La versión 16.04 LTS tiene imágenes ISO creadas específicamente para dispositivos Raspberry Pi 2 y Raspberry Pi 3.
Al mes de marzo de 2025 hay varias opciones disponibles para descargar en la página oficial: una para procesadores de 64 bits para PCs/Macs y dos para Raspberry Pi. La Raspberry Pi de 32 bits (es compatible con los modelos B2, B3, B3+, B4 y 400) y la Raspberry Pi de 64 bits (es compatible con los modelos B3, B3+, B4 y 400). Las versiones para PC: 
La versión 22.04.05 LTS de 64 bits, tiene soporte hasta abril de 2027. La versión 24.04.02 LTS para 64 bits con soporte hasta abril de 2029 y la versión 24.10 con soporte hasta el 10 de julio de 2025. 
A partir de la versión 20.04 LTS y lanzamientos posteriores solo existe soporte para la arquitectura de 64 bits, eliminando de esta manera la vieja arquitectura de 32 bits.

## Requisitos
Ubuntu MATE es una distribución que admite la arquitectura ARM, x86 y x64. Para activar los efectos de escritorio se necesita una GPU compatible.
| Requisitos de hardware     | Mínimos               | Recomendados                                        |
| -------------------------- | --------------------- | --------------------------------------------------- |
| Microprocesador            | Núcleo 2 Dúo          | Núcleo i3                                           |
| Arquitectura de CPU        | amd64                 | amd64                                               |
| Memoria RAM                | 1GB                   | 4GB                                                 |
| Disco duro (espacio libre) | 8 GB                  | 16 GB                                               |
| Resolución                 | 1024 × 768 o superior | 1440 x 900 o superior (con aceleración de gráficos) |

## Lanzamientos
| Versión   | Nombre en clave   | Fecha de lanzamiento     | Soporte hasta | Novedades destacadas                                                                              |
| --------- | ----------------- | ------------------------ | ------------- | ------------------------------------------------------------------------------------------------- |
| 14.04 LTS | Trusty Tahr       | 11 de noviembre de 2014  | abril de 2019 | Lanzado después de la versión 14.10 con el fin de ofrecer soporte a largo plazo hasta 2019        |
| 14.10     | Utopic Unicorn    | 23 de octubre de 2014    | julio de 2015 | Primer lanzamiento de Ubuntu MATE                                                                 |
| 15.04     | Vivid Vervet      | 23 de abril de 2015      | enero de 2016 | Primer lanzamiento como sabor oficial de Ubuntu                                                   |
| 15.10     | Wily Werewolf     | 22 de octubre de 2015    | julio de 2016 | MATE 1.10                                                                                         |
| 16.04 LTS | Xenial Xerus      | 21 de abril de 2016      | abril de 2021 | Versión LTS soportada hasta abril de 2021.                                                        |
| 16.10     | Yakkety Yak       | 13 de octubre de 2016    | julio de 2017 | La versión ya no soportada de Ubuntu MATE, con un soporte de abril de 2016 a julio de 2017.       |
| 17.04     | Zesty Zapus       | 13 de abril de 2017      | enero de 2018 | Versión ya no soportada de Ubuntu MATE.                                                           |

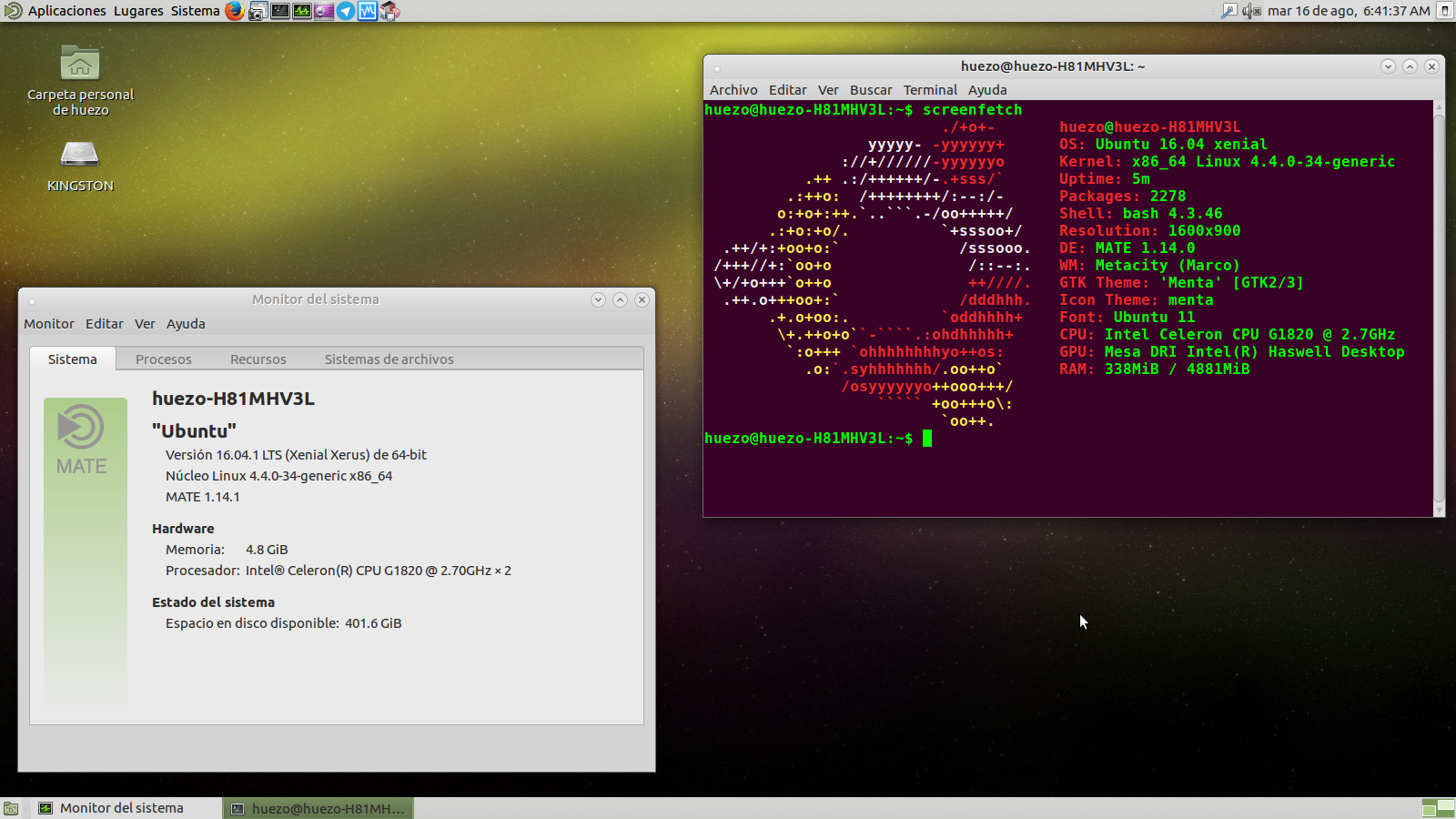
Ubuntu con MATE Vanilla

| 17.10     | Artful Aardvark   | 19 de octubre de 2017    | julio de 2018 | Versión ya no soportada de Ubuntu MATE.                                                           |
| 18.04 LTS | Bionic Beaver     | 26 de abril de 2018      | mayo de 2023  | Versión ya no soportada de Ubuntu MATE.                                                           |
| 18.10     | Cosmic Cuttlefish | 18 de octubre de 2018    | abril de 2019 | Versión ya no soportada de Ubuntu MATE.                                                           |
| 19.04     | Disco Dingo       | 18 de abril de 2019      | enero de 2020 | Versión ya no soportada de Ubuntu MATE.                                                           |
| 19.10     | Eoan Ermine       | 24 de septiembre de 2019 | julio de 2020 | Versión ya no soportada de Ubuntu MATE.                                                           |
| 20.04 LTS | Focal Fossa       | 23 de abril de 2020      | abril de 2025 | Versión ya no soportada de Ubuntu MATE.                                                           |
| 20.10     | Groovy Gorilla    | 22 de octubre de 2020    | julio de 2021 | Versión ya no soportada de Ubuntu MATE.                                                           |
| 21.04     | Hirsute Hippo     | 22 de abril de 2021      | enero 2022    | Versión sin soporte de MATE                                                                       |
| 21.10     | Impish Indri      | 14 de octubre de 2021    | julio 2022    | Versión sin soporte de MATE                                                                       |
| 22.04 LTS | Jammy Jellyfish   | 21 de abril de 2022      | abril 2027    | Versión LTS de MATE con soporte por cinco años                                                    |
| 24.04 LTS | Noble Numbat      | 25 de abril de 2024      | abril 2029    | Versión LTS actual de MATE con soporte estándar. Soportado hasta 2039 con soporte extendido       |
| 25.04     | Plucky Puffin     | 17 de abril de 2024      | Junio 2026    | Última versión de Ubuntu y todos sus sabores. Soporte estándar, no LTS                            |
| 25.10     | Questing Quokka   | 9 de octubre de 2025     | Julio 2026    | Versión interim con las nuevas "uutils" sustituyendo gran parte de las utilidades GNU del sistema |

| Versión actual | Versión ya no soportada | Versión aún soportada | Versión futura |